# Egnahemsrörelsen

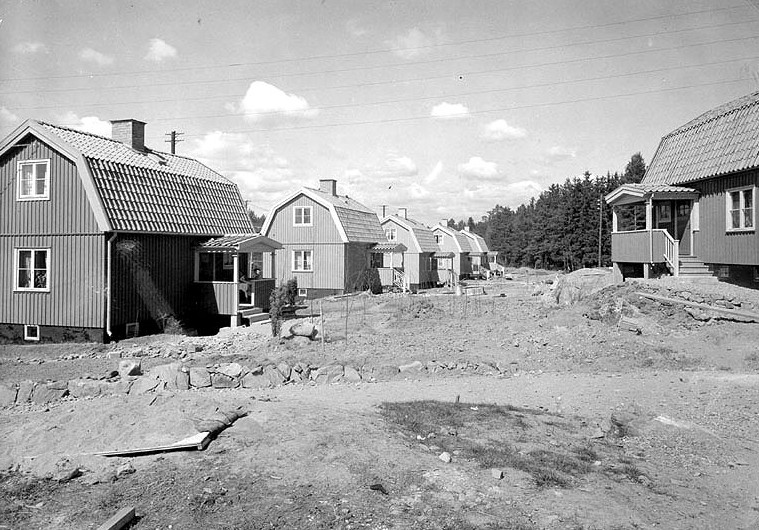
Egnahem i Olovslund i västra Stockholm, 1928.

Egnahemsrörelsen var en folkrörelse med målet att ge arbetarklassen eget boende. Rörelsen uppstod i Sverige vid 1800-talets slut för att uppmuntra mindre bemedlade personer – i inledningsfasen främst jordbruksarbetare, småbrukare och lägre tjänstemän – att skaffa sig en egen eller förbättrad bostad i form av ett "egnahem". I många fall med en tillhörande försörjningskälla i form av ett småjordbruk, ett så kallat småbruksegnahem.
Rörelsen var i inledningsfasen en landsbygds- och landsortsrörelse, men spred sig under 1900-talets början även till de större städerna, vilket bidrog till att den engagerade ett bredare skikt av samhällsgrupper, exempelvis industriarbetare och tjänstemän på mellannivå. Rörelsen förändrade även synen på stadens möjligheter under 1900-talets första hälft, där nya idéer om trädgårdsstäder, koloniträdgårdar och storgårdskvarter blev en sorts motrörelse till det som betraktades som "den mörka och osunda 1800-talsstaden". Rörelsen spred sig även till Norge i och med att tidskriften egne hjem började ges ut 1902. Rörelsen var också ett svar på de försörjnings- och bostadsproblem som uppkommit både i stad och på landsbygd efter 1800-talets stora folkökning.
En del av egnahemsområdena kallas idag för villaområden, även om beteckningen egnahem från början avsåg blygsamma bosättningar, till skillnad från större villor. 
Några av de egnahemsområden som byggdes till följd av bostadspolitiken under 1900-talet fick namnet "Egnahem", som Egnahem i Trollhättan. På många orter i Sverige finns även gator som heter Egnahemsgatan eller Egnahemsvägen. En tätort har fått namn efter egnahemsformen, Burlövs egnahem i Skåne.
Radhus med äganderätt kallas ibland även egnahemsradhus, till skillnad från bostadsrätter. Egnahemshus är också finlandssvenska för fristående bostadshus.

## Historia
Efter 1700-talets goda skördar och få krig hade Sverige Europas längsta medellivslängd för fullvuxna. Befolkningen ökade dock inte särskilt snabbt på grund av den höga spädbarnsdödligheten. Under 1800-talet gjorde emellertid ett antal samverkande faktorer att befolkningen på landsbygden ökade snabbt. Barnadödligheten gick ned, potatis började odlas allmänt i landet, och jordbruksmetoderna förbättrades. Även den vuxna befolkningens överlevnad steg tack vare de medicinska framstegen - ett sådant var upptäckten av vaccin.
Utvecklingen ledde dock snart till en överbefolkning i förhållande till jordbrukets förmåga att producera livsmedel. Överbefolkningen medförde också att gårdarnas arvsdelning blev komplicerad, eftersom många fler än tidigare skulle dela på samma arvslotter. Den ledde också till livsmedelsbrist på sina håll, särskilt i isolerade utbygder, där den ökande överlevnaden inte motsvarades av en likvärdigt ökad livsmedelsproduktion.
Lösningen blev i många fall nyodling på tidigare förbisedda platser med utdikning och myrodling av äldre våtmarker, eller kanske rent av emigration, och då främst till Amerika där nya jordar fanns att bruka. En stor del av landsortens befolkning blev också efter arvsdelning hänvisade till ett jordlöst boende, ofta som statare eller torpare. Orsaken var att jorden ej räckte till alla under den kraftiga befolkningsökning som skedde i Sverige från cirka 1840-talet och framåt. 
Andra var tvungna att söka arbete i städerna, även om stadsbefolkningens andel fortfarande på 1880-talet var mycket liten. Den vanligaste lösningen för någon som blivit jordlös var att emigrera och från 1850-talet utvandrade allt fler personer. Detta satte på 1890-talet igång en debatt om emigrationens orsaker. I den allmänna debatten menade många att det var just bristen på jord och dugliga bostäder som fick många svenskar att lämna landet. Rädslan var stor i vissa akademiska kretsar, att landet helt skulle utarmas på sin unga befolkning om utvecklingen fortsatte, och man framkastade olika idéer för att försöka minska utvandringen.

### Situationen i städerna
Trångboddheten i storstäderna hade vid 1800-talets slut börjat bli ett stort problem. Genom de kommunikationer som skapats av järnvägens tillkomst, kunde bättre bemedlade fly städernas ohälsa och ändå ta sig in till sina arbeten i staden. I början av 1900-talet växte villastäder och trädgårdsstäder snabbt fram i storstädernas utkanter. Områden köptes upp och styckades till tomter som såldes genom olika tomtbolag. Några av dessa områden var Saltsjöbaden som etablerades 1891, Stocksund 1904, Storängen och Lidingö villastad 1906. I Malmö växte villaområden som Fridhem och Bellevue upp vid havet i väster under decennierna kring 1900. I Kristianstad började stadsdelen Egna hem byggas 1909 och den egnahemsförening som då bildades, nedlades 1960 då området var färdigbyggt. Många av husen var avsedda för bättre bemedlade som Storängen i Nacka, Stocksund i Danderyd och Viggbyholm i Täby kommun.
De första villastäderna skapades på initiativ från traktens företag, vilket skedde i samarbete med det järnvägsbolag som trafikerade sträckan, samt med olika föreningar och rörelser vars syfte var att samla likasinnade. Mer exklusiva områden var inte avsedda för "vanligt folk", men även välbeställda arbetare och lägre tjänstemän kunde nu få chansen att bosätta sig i något enklare område som Duvbo eller Älvsjö. De mest sofistikerade villaorterna karaktäriseras av sin närhet till vatten, påkostad bebyggelse och goda kommunikationer med järnväg, medan de mer enkla enbart hade närhet till järnvägen där de bildade små stationssamhällen.

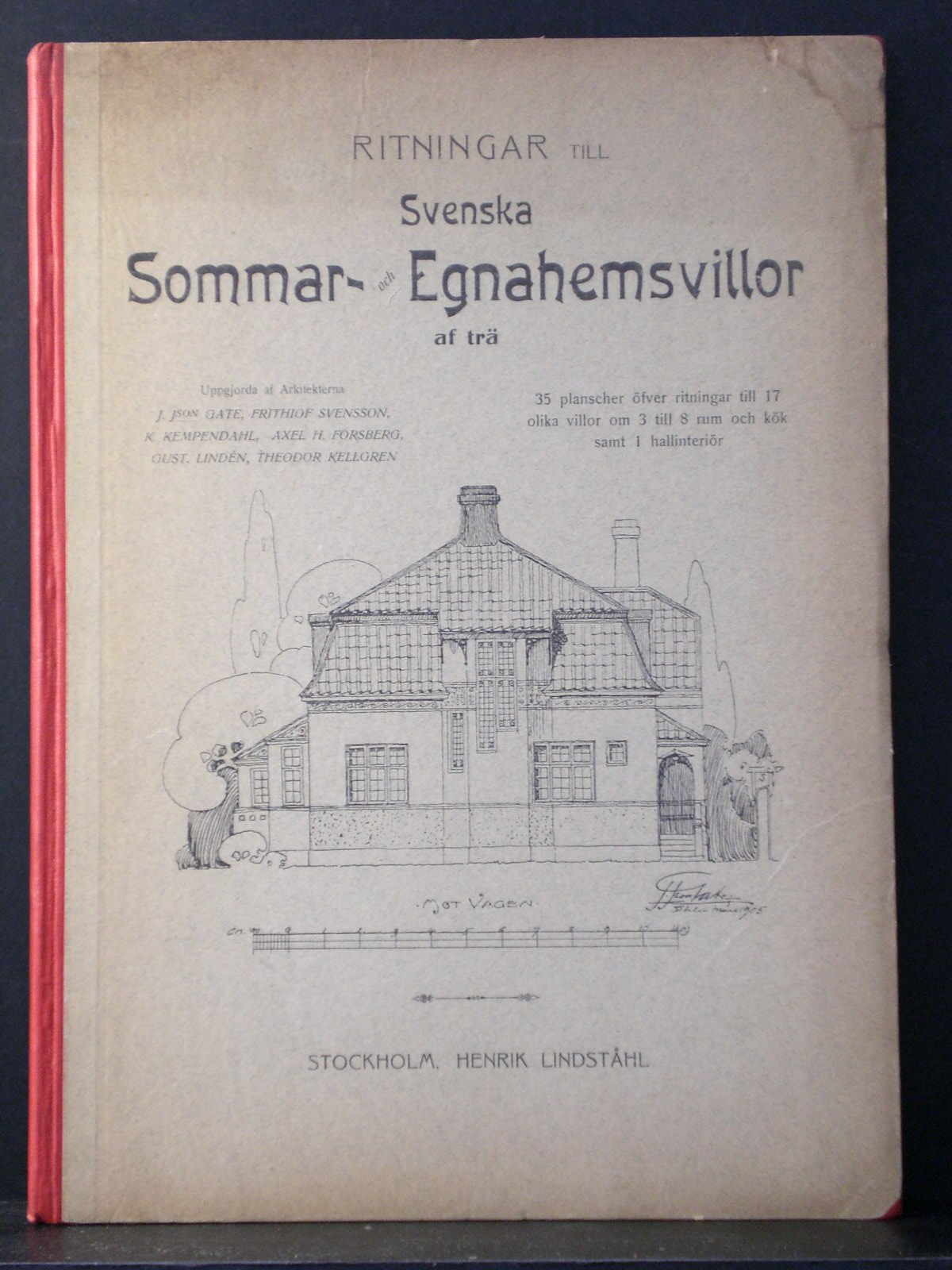
Bok med typritningar från tidigt 1900-tal av bland andra Jacob J:son Gate.

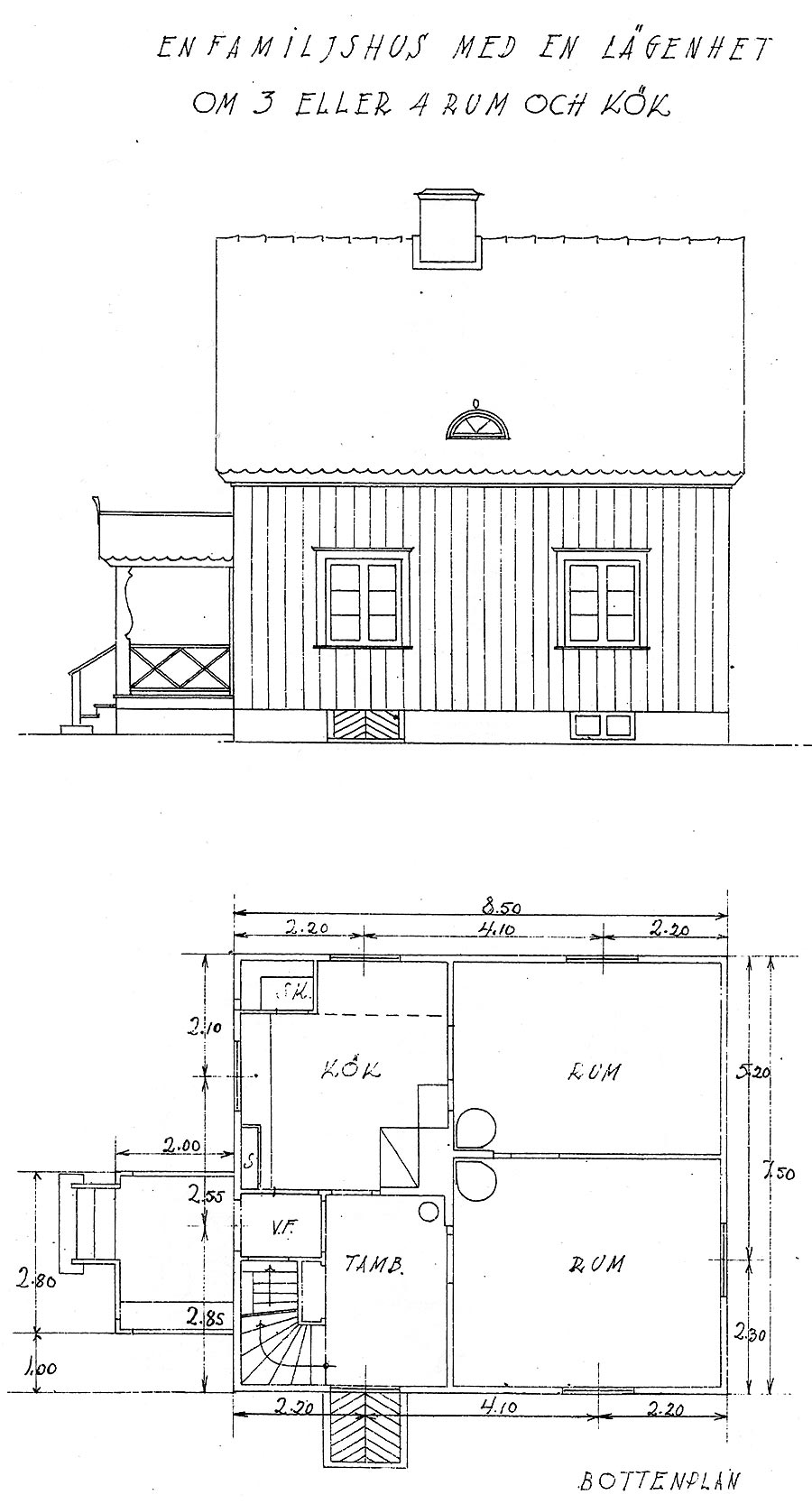
Ritning på mindre egnahemshus från 1920-talet.

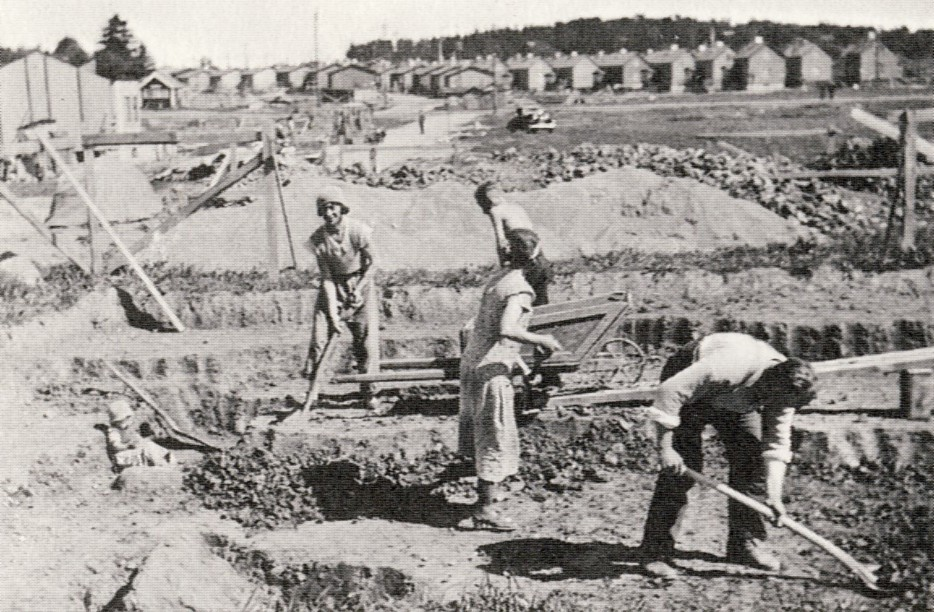
Småhusbyggare utanför Stockholm i Norra Ängby, cirka 1935.

Egnahemsrörelsen ville på olika sätt underlätta för arbetare att skaffa sig ett eget bostadshus med tillhörande mindre odlingar eller ett eget småjordbruk. Många av de småhus som växte upp runt storstäderna var avsedda för två familjer, som i trädgården kunde odla frukt och bär för sina egna hushåll. Några av dessa hus bestod av två lägenheter, ett på vardera våningen med eget kök. Till skillnad från statarlängor, torp och hyreslägenheter skulle det egnahemmet inte ägas av någon annan än just den boende själv. I vissa områden medgavs dock endast ett kök i varje hus, för att undvika den spekulation som bland annat förekommit i Duvbo, där husen ofta var byggda med en uthyrningslägenhet. Det kunde dock dröja innan innehavaren helt och fullt stod som ägare av sitt egnahem, eftersom det nästan alltid var nödvändigt att ta lån som skulle betalas tillbaka under en lång tid.

### Egnahemsrörelsens grundande
Den rörelse som bildades 1892 och blev Sveriges första egnahemsförening av betydelse, var Föreningen Egna Hem, FEH, med säte i Motala från 1893. Denna förening brukar betecknas som den svenska egnahemsrörelsens embryo. Föreningen inköpte ett stort antal fastigheter i Motala och på olika håll i Sverige och styckade upp dessa i egnahemstomter. Den tog också initiativet till ett av Sveriges första områden med småbruksegnahem. Föreningen utgav tidskriften Egna Hem. 
Medan Föreningen Egna Hem kan sägas ingå i den svenska folkrörelsetraditionen förekom även initiativ uppifrån, från exempelvis arbetsgivare i patriarkala brukssamhällen. Ett tidigt exempel är Limhamn, där disponenten R F Berg i slutet av 1800-talet och under tidiga 1900-talet, lät sitt företag stycka upp tomter som såldes till ortens bruksarbetare. 
Ibland har verksamheten bedrivits i bolagsform. Ett exempel är bildandet 1899 av bolaget AB Hem på landet, som deltog i skapandet av flera egnahemsområden i bland annat Stockholmsområdet, däribland villastäderna Duvbo, Enskede och Älvsjö.
Från konservativt och inte minst frikyrkligt håll såg man gärna att egnahemmen borde ges som belöning till skötsamma och ordningsamma arbetare, dels för att ge dem ett sundare liv, dels för att det egna boendet skulle motverka framväxten av en radikal arbetarrörelse. På sätt och vis gav tankarna bakom egnahemmen ett genomslag i den samtida debatten om Trädgårdsstaden, liksom i den engelska varianten Garden city.
Vissa välbeställda områden byggdes efter samma princip som de övriga egnahemsområdena, dock hade man regler som bland annat stipulerade rätt yrkestillhörighet och inte tillät annat än enfamiljsboende. I vissa fall, exempelvis Storängen, var man tvungen att bli godkänd av föreningen innan man fick tillstånd att där uppföra ett hus.
De egnahemskommittéer som fanns ställde upp särskilda kriterier för att man skulle bli beviljad ett lån. Ett exempel på ett sådant villkor kunde vara att man inte fick driva någon näringsverksamhet i huset, det vill säga en affär eller dylikt. Andra villkor kunde kräva en anpassad familjestorlek, förbud mot att inneha hundar och andra husdjur med mera. Andra krav som kunde gälla var att mannen i familjen hade motbok, eller var nykterist och/eller ansågs vara en skötsam person, det vill säga att han ej tidigare varit straffad. Vidare skulle ekonomin vara i ordning, något som oftast innebar att endast arbetare med fast anställning fick ett lån beviljat. Några få av dessa områden har än idag kvar servitut, som delvis reglerar gatubyggnad, byggnadsyta och begränsning till enfamiljsboende.

### Egnahemsrörelsen under 1900-talet
Egnahemsrörelsen växte i omfattning under 1920-talet och allt fler kunde skaffa sig egna småhus för enfamiljsboende. Byggandet började nyttja standardiserade och ibland prefabricerade delar. Borohus, eller Bo-i-Ro som Landsbro Trävarubolag romantiskt lät kallad det, var bland de första att ge ut en huskatalog med typhus för egnahem som kunde beställas via bolaget. Prefabricerade hus var emellertid inget helt nytt – redan på 1820-talet fanns monteringsfärdiga hus, dock inte i huskataloger, som riktade sig till medelklassen.[källa behövs] Borohus kom att följas av ett flertal framgångsrika husleverantörer, redan i slutet av 1920-talet fanns flera tillverkare, bland annat Myresjöhus och Standardhus i Hultsfred.
I Stockholm började Stockholms Stad att engagera sig i frågan på 1920-talet där fastighetsdirektören Axel Dahlberg var en ivrig förespråkare för utbyggnaden av småhus i Stockholms trädgårdsstäder. Han var klart influerad av 1930 års Stockholmsutställning med dess nya bostadsidéer och han hade ett tydligt bostadssocialt engagemang. I Stockholm utvecklades en modell där staden erbjöd tomträtter och prefabricerade typhus som monterades på plats. Egnahemsbyggarna stod för arbetsinsatsen för att minska kostnaderna med stöd av en kommunal byrå vars inspektörer följde arbetet och gav råd. Denna modell kom att införas även i Göteborg efter att Göteborgs stadsfullmäktiges ordförande Malte Jacobsson besökt Stockholms egnahemsverksamhet och sedan drivit frågan i Göteborg.
På 1930-talet blev egnahemsrörelsen en politisk angelägenhet och egnahemsområden tillkom i allt större skala över hela landet, delvis finansierade av statliga och kommunala medel. Det var också nu som en allt större standardisering av egnahemmen skedde, före 1930-talet var det som ett exempel ovanligt med eget badrum och ibland även elektricitet.
År 1940 hade rörelsen vuxit i omfattning och många kunde åtnjuta det egna boendets frihet. Efter andra världskriget kunde alltfler inom medelklassen få tillgång till buss och bil, vilket medförde att även områden långt bortom järnvägen kunde exploateras för ny bebyggelse.
Egnahem är som begrepp starkt förknippat med statsminister Per Albin Hansson och socialdemokraterna, som manifestation av folkhemstanken. Socialdemokraterna såg i egnahemmen en frigörelse från hyreshusen, som vuxit upp under 1800-talets industrialisering och inte sällan kännetecknades av dåliga sociala förhållanden och höga hyror.
Många av egnahemsområdena kallades nu enbart för villaområden. Ordet egnahem var från början avsett för mer blygsamma bosättningar, till skillnad från större villor. Tanken var att även arbetarklassen skulle få möjlighet att äga sina bostäder och en bit mark. Socialdemokraterna rörde sig senare bort från denna politik och förespråkade vid kommunala byggnadsplaneringar under 1900-talets andra hälft, ett ökat skapande av hyresbostäder. Egnahemsepoken kan sägas ha tagit slut då miljonprogrammet lanserades 1965–1975.[källa behövs]

### Statens egnahemslånefond
Ett av egnahemsrörelsen mål var att engagera staten i frågan om lån till dem som ville skaffa sig ett egnahem. Så skedde också med inrättandet 1904 av statens egnahemslånefond. I både Danmark och Norge hade sådana fonder då redan införts. Fram till 1908 kunde lånemedlen endast användas för egnahem på landsbygden. Därefter gick det att låna också till egnahem i städerna men med begränsningen att de skulle ligga utanför stadsplanerat område. Med möjligheten till statliga egnahemslån växte egnahemsrörelsen till sig runtom i landet med nya egnahemsföreningar och egnahemsbolag. 

### Motiv bakom egnahemsrörelsen
Egnahemsrörelsen brukar ofta definieras som borgerlig, eftersom det var liberala och konservativa politiker som drev fram den statliga egnahemsreformen 1904. En del av dessa såg egnahemspolitiken som ett sätt att motverka arbetarrörelsens framväxt, andra ville försäkra sig om en stabil tillgång på arbetare i industriföretagens närhet. Det fanns även de som ville åstadkomma social stabilitet genom en växande skara självständiga småjordbrukare som inte var beroende av lönearbete utanför den egna gården. 

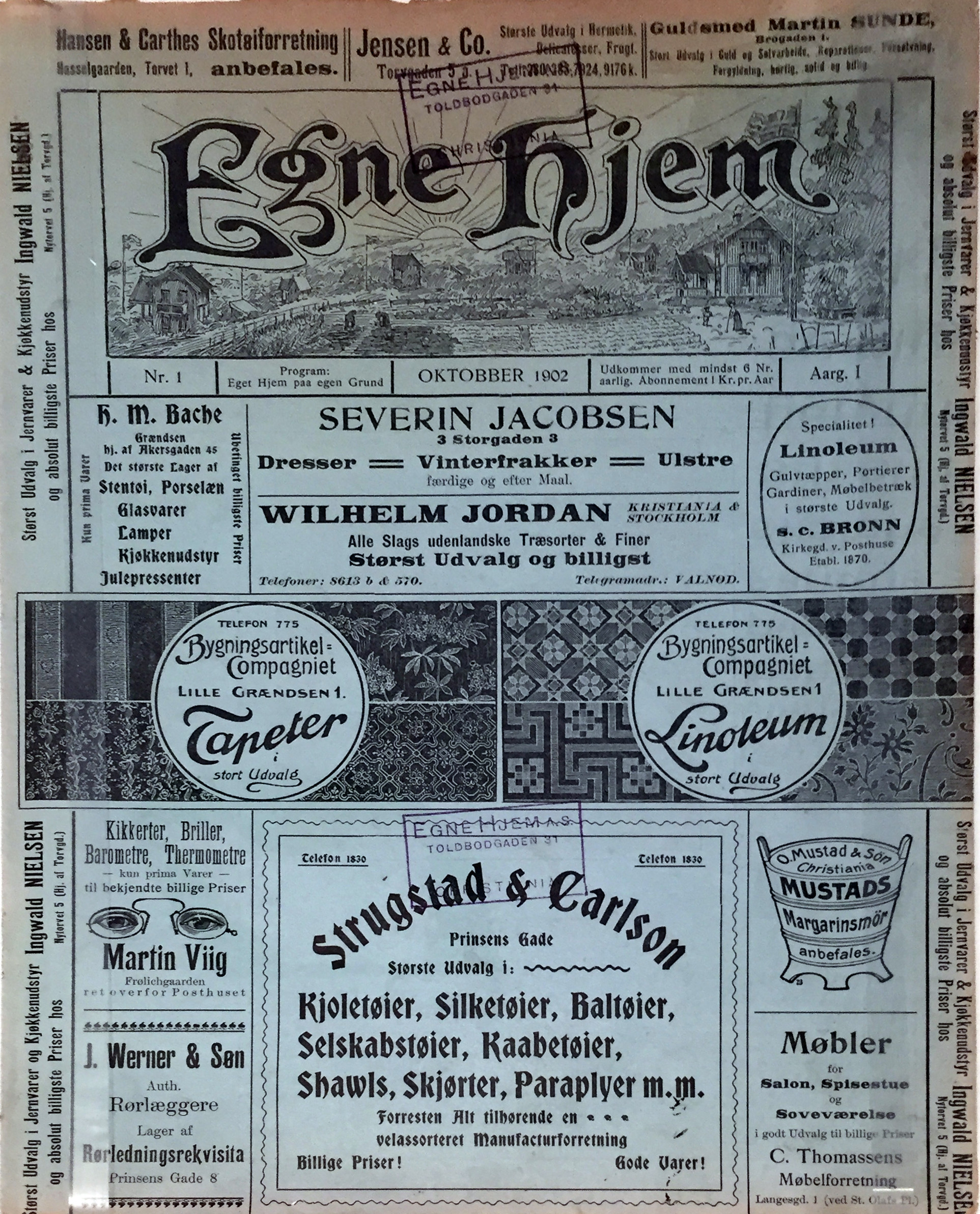
Första numret av den norska tidskriften Egne hjem, från oktober 1902.

Ytterligare ett motiv var att motverka den omfattande emigrationen till USA. Den 1907 bildade Nationalföreningen mot emigrationen (NME) medverkade till bildandet av 13 regionala egnahemsbolag för att ge dem som funderade på att emigrera ett lockande alternativ. Av egnahemsbolagen blev moderbolaget AB Svensk jordförmedling det mest framgångsrika. 
Det fanns även en radikalare strömning inom egnahemsrörelsen. Delar av denna samarbetade med Nationalföreningen mot emigrationen efter storstrejken 1909.

### Egne hjem i Norge
Inspirerat av den svenska rörelsen lanserades begreppet i Norge 1902 då tidskriften Egne Hjem började ges ut. Tidskriften argumenterade bland annat för Ebenezer Howards tankegods och trädgårdsstadens fördelar. Efter andra världskriget mattades intresset för egne-hjem-rörelsen i Norge, främst på grund av uppkomsten av en sorts bostadsrättsföreningar, den så kallade Boligkooperasjonen.

## Egnahemsområden i Sverige (urval)
- Bräcke, Göteborg
- Duvbo, Sundbyberg
- Egnahem, Huskvarna
- Egnahem i Hjulkvarn, Trollhättan
- Gamla Enskede, Stockholm
- Fräntorp, Göteborg
- Hjulsbro, Linköping
- Landala Egnahem, Göteborg
- Norra Ängby, Stockholm
- Rostorp, Malmö
- Röda stan, Norrköping
- Tallkrogen, Stockholm
- Tulemarken, Sundbyberg
- Utby, Göteborg
- Egnahem, Kristianstad